# Troncens
Troncens település Franciaországban, Gers megyében. Lakosainak száma 162 fő (2022. január 1.). Troncens Aux-Aussat, Betplan, Blousson-Sérian, Laguian-Mazous, Malabat, Monlezun, Monpardiac és Tillac községekkel határos.

## Népesség
A település népessége az elmúlt években az alábbi módon változott:
| Lakosok száma | 198  | 206  | 206  | 186  | 184  | 184  | 184  | 183  | 176  | 162  |
|               | 1968 | 1982 | 1990 | 2006 | 2013 | 2015 | 2017 | 2019 | 2020 | 2022 |